# Дубовка (Шумерлинский район)
Дубо́вка (чув. Дубовка) — посёлок в Шумерлинском районе Чувашской республики Российской Федерации. В рамках организации местного самоуправления входит с 2023 года в Шумерлинский муниципальный округ. До 2023 года — в составе Большеалгашинского сельского поселения.

## География
Расположена в западной части региона, в пределах Чувашского плато и Присурско-дубравного лесорастительного района, у реки Поваринская, вдоль автодороги 97К-001.

## История
В 1958 году указом Президиума Верховного Совета РСФСР посёлок имени Ворошилова переименован в посёлок Дубовка.
Входила (с 2004 до 2023 гг.) в состав Большеалгашинского сельского поселения муниципального районаШумерлинский район.
К 1 января 2023 года обе муниципальные единицы упраздняются и деревня входит в Шумерлинский муниципальный округ.

## Население
| 2010 | 2012 |
| ---- | ---- |
| 73   | ↗136 |

## Инфраструктура
Личное подсобное хозяйство.

## Достопримечательности
Памятник Воинам-землякам, погибшим на фронтах Великой Отечественной войны

## Транспорт
Остановка общественного транспорта «Дубовка».